# Najasar
Najasar (Najas) är ett släkte av dybladsväxter. Enligt Catalogue of Life ingår Najasar i familjen dybladsväxter, men enligt Dyntaxa är tillhörigheten istället familjen dybladsväxter.

## Bildgalleri

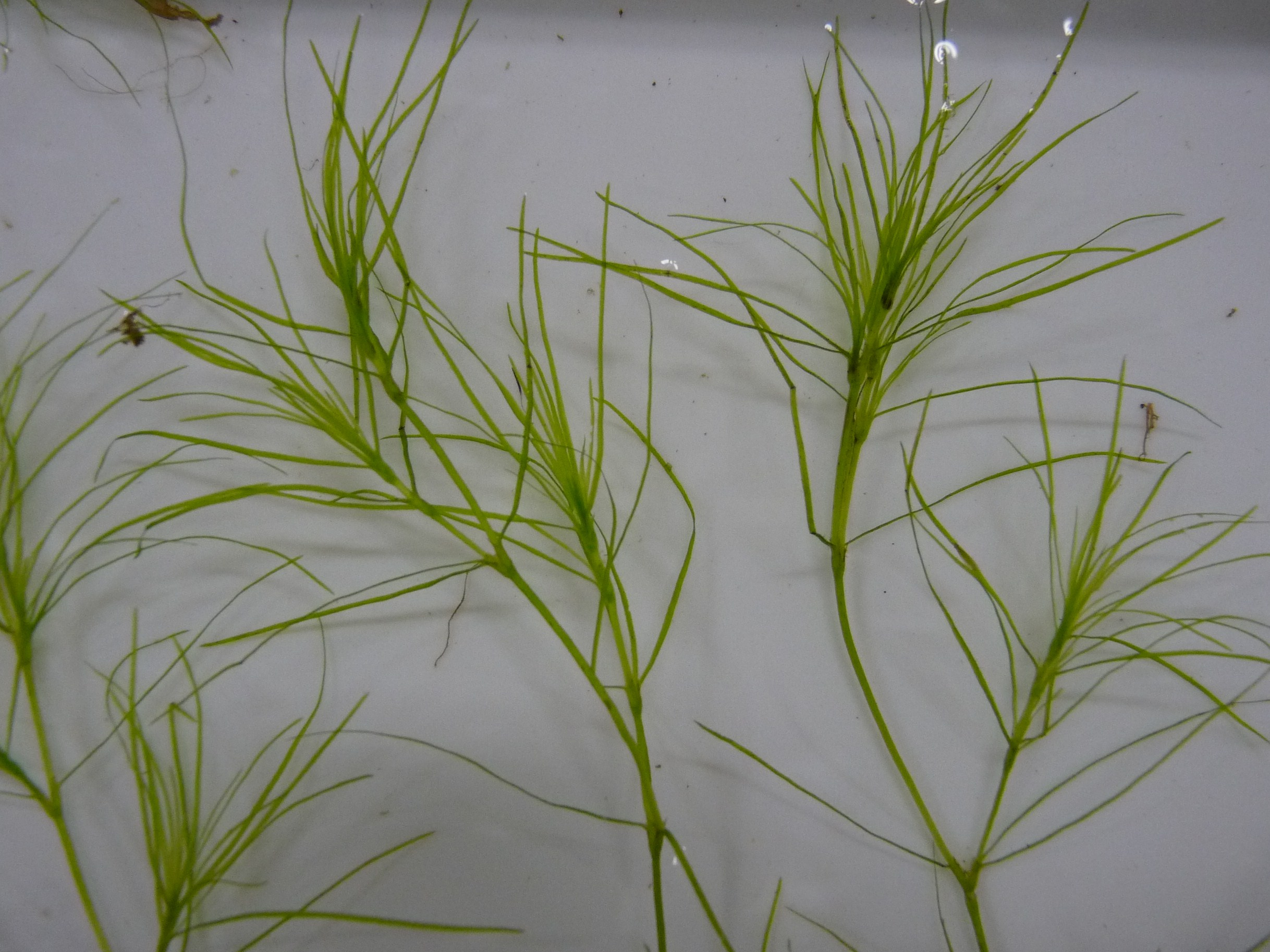
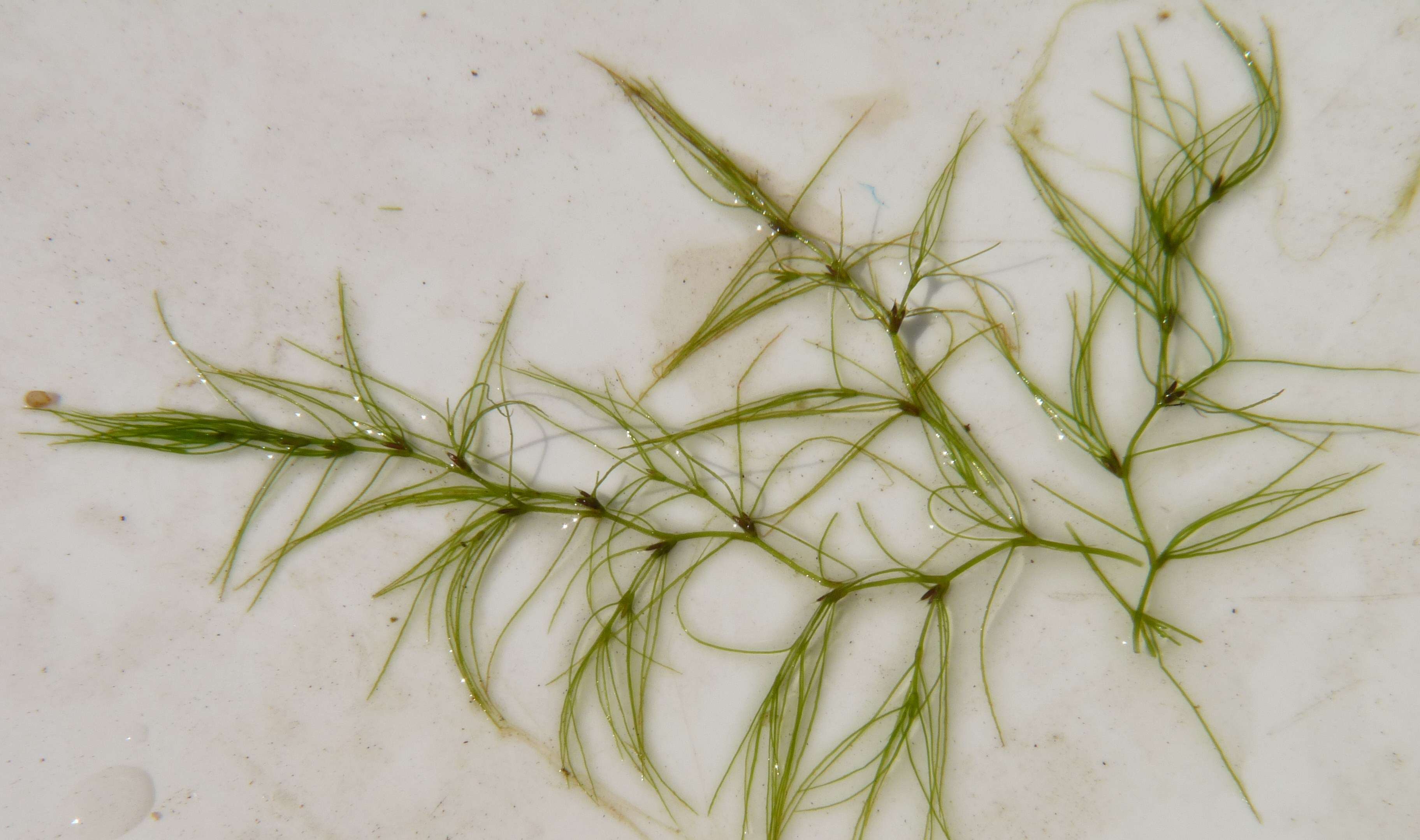
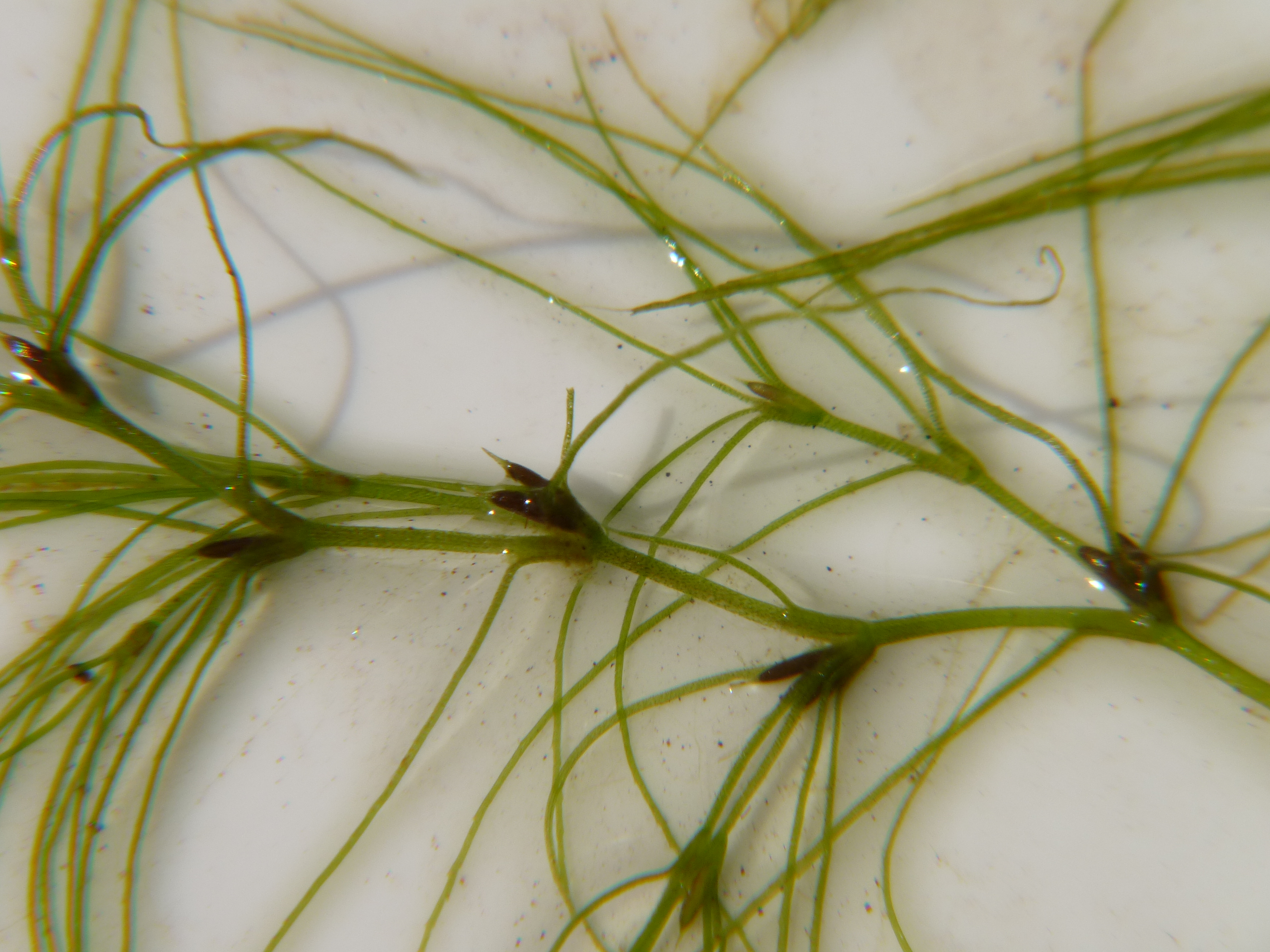
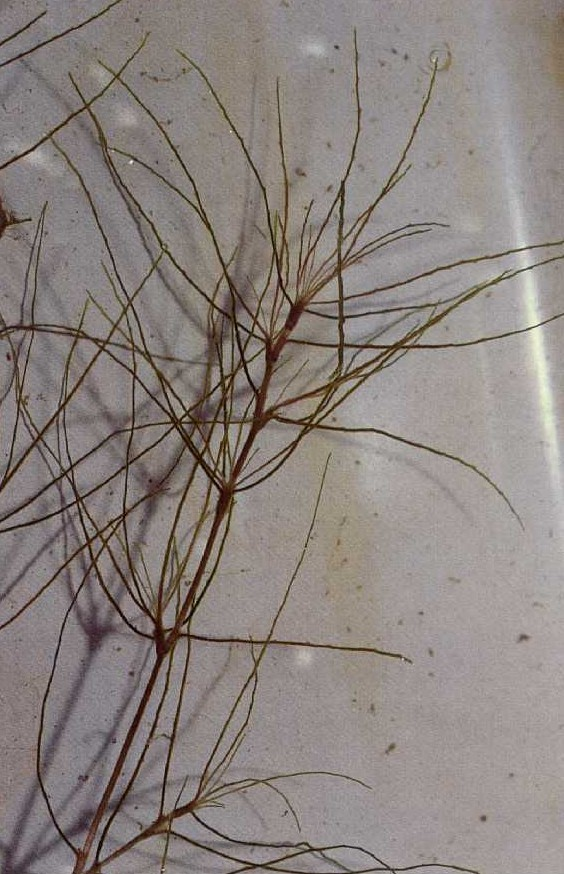
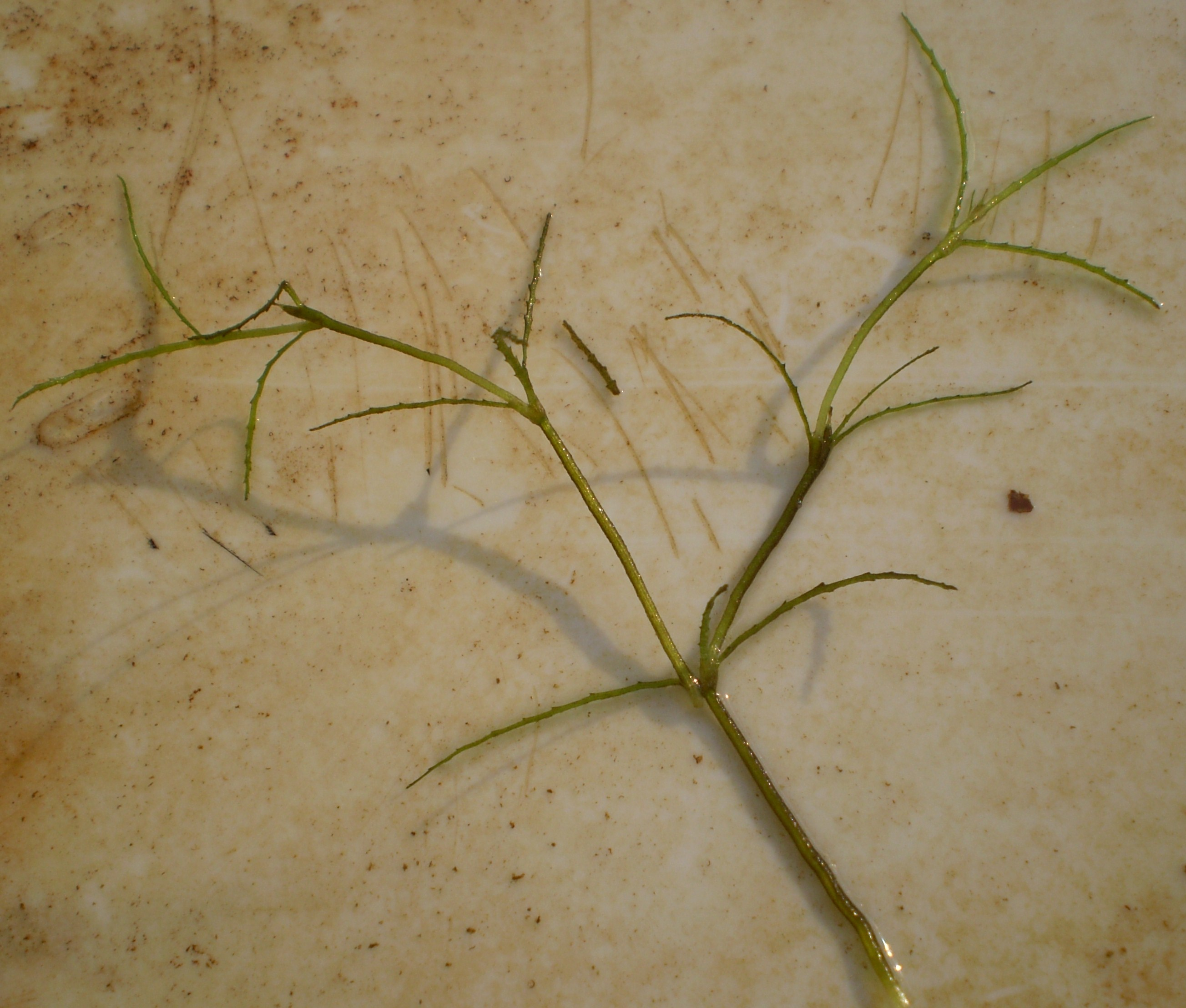
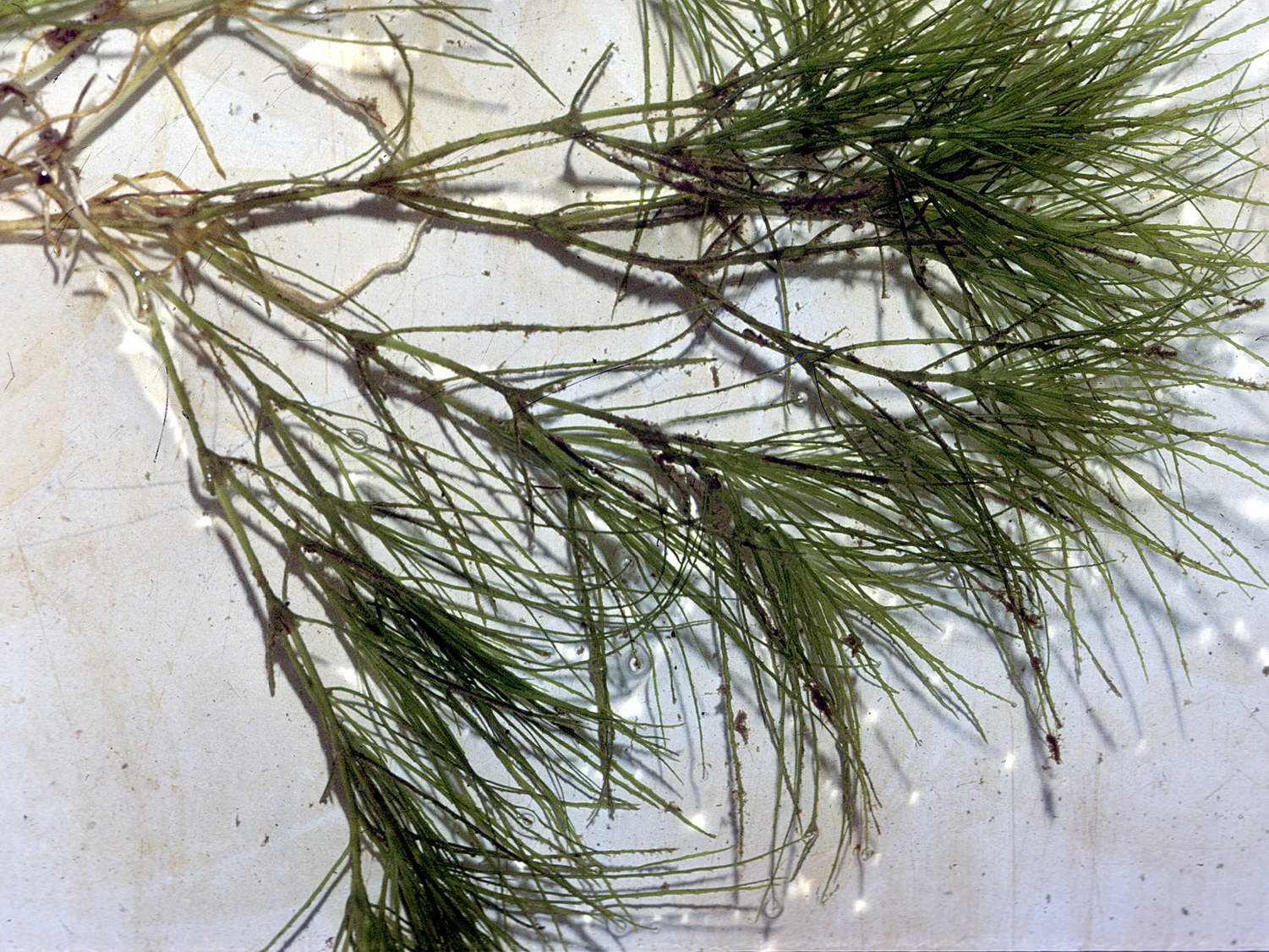

## Dottertaxa till Najasar, i alfabetisk ordning[1][2]
- Najas affinis
- Najas ancistrocarpa
- Najas arguta
- Najas australis
- Najas baldwinii
- Najas brevistyla
- Najas browniana
- Najas chinensis
- Najas conferta
- Najas filifolia
- Najas flexilis
- Najas gracillima
- Najas graminea
- Najas grossareolata
- Najas guadalupensis
- Najas hagerupii
- Najas halophila
- Najas heteromorpha
- Najas horrida
- Najas indica
- Najas kurziana
- Najas liberiensis
- Najas madagascariensis
- Najas malesiana
- Najas marina
- Najas minor
- Najas oguraensis
- Najas pectinata
- Najas pseudogracillima
- Najas rigida
- Najas schweinfurthii
- Najas tenuicaulis
- Najas tenuifolia
- Najas tenuissima
- Najas testui
- Najas welwitschii
- Najas wrightiana